# One-Hit-Wonder
One-Hit-Wonder (seltener auch deutsch „Ein-Hit-Wunder“, „Einhitwunder“) ist in der Musikindustrie der Anglizismus für Interpreten, die lediglich einen Musiktitel in einer Hitparade platzieren konnten. In weiter gefassten Definitionen werden damit auch Musiker bezeichnet, die zwar mehrere Titel in der Hitparade platzieren konnten, von denen aber nur einer wirklich erfolgreich war.

## Allgemeines
Der deutschsprachige Begriff „Eintagsfliege“ hat eine weitergehende Bedeutung über den Bereich der Musik hinaus, vor allem in der medialen Berichterstattung, und ist deshalb kein echtes Synonym für den englischsprachigen Begriff.
In der Frühzeit des Rock ’n’ Roll ab 1955 versuchte die US-amerikanische Plattenindustrie, den Erfolg von Elvis Presley mit anderen Künstlern zu duplizieren. Dabei war es recht, wenn spontane Ideen einen einzigen Hit hervorbrachten, aber ein Nachfolgehit vom selben Interpreten ausblieb. Der Begriff des One-Hit-Wonders entstand in jener Zeit und sollte Interpreten kennzeichnen, die einen großen Hit vorweisen konnten und entweder keinen weiteren Song mehr veröffentlicht haben oder weitere Musiktitel keinen Hit-Status erreichten. Dabei taucht die Frage auf, was einen Hit auszeichnet. Hit ist ein Musiktitel, der eine der oberen Platzierungen einer Hitparade erreicht hat. Entsprechend dem Ausmaß des Platzierungserfolges wird umgangssprachlich dann auch von einem „Nummer-eins-Hit“, „Top-Hit“ oder „Super-Hit“ gesprochen.

## Abgrenzung
In der strengen Abgrenzung hat ein Interpret oder eine Gruppe lediglich einen Hit produziert und weder eine Nachfolgesingle noch eine LP nachgeschoben. Alle Definitionen haben gemeinsam, dass eine hohe Platzierung in einer nationalen Hitparade erreicht wird, dieser Erfolg danach aber nicht mehr wiederholt werden kann. Nach dieser Definition ist die Anzahl der One-Hit-Wonders überschaubar. Im Idealfall ist das One-Hit-Wonder ein Nummer-eins-Hit, dem keine weitere Single desselben Interpreten mehr nachfolgt. Die gebräuchliche Abgrenzung geht allerdings von Interpreten aus, die nur mit einem Musiktitel die Top 40 der nationalen Hitparade erreicht haben. Wayne Jancik begrenzt seine One-Hit-Wonders in den USA auf die Billboard-Top-40-Pop-Hitparade mit einer „Ruhe-Periode“ von 5 Jahren, innerhalb derer kein weiterer Hit desselben Interpreten in die Top 40 gelangen darf. Zudem berücksichtigt er jene Interpreten nicht, die eine Namensänderung vornahmen und unter neuem Namen einen weiteren Hit hatten.
Außerdem beginnt seine Auswertung ab 1955 und endet 1992. Im engeren Sinne dürfen lediglich Singles in die Auswertung einbezogen werden, so dass LPs nicht berücksichtigt werden können. Würde man diese einbeziehen wollen, wäre auch hier die Platzierung in den Top 40 der LP-Charts eine Voraussetzung. Aus dieser sachlichen und zeitlichen Abgrenzungsproblematik ist erkennbar, dass statistische Erhebungsschwierigkeiten bei der Messung eines One-Hit-Wonders nicht auszuschließen sind. Entsprechend vorsichtig sind Auswertungen oder Beurteilungen über ein One-Hit-Wonder zu bewerten. Noch schwieriger gestaltet sich die Einordnung, wenn es zu einem internationalen Vergleich von Interpreten kommt. So ist Petite fleur von Chris Barbers Jazzband (1959) in den USA ein One-Hit-Wonder, keinesfalls aber aus britischer Sicht, denn in seinem Heimatland hatte Barber einen weiteren Top-40-Hit und drei LPs in der LP-Hitparade. Hank Locklin wiederum war ein One-Hit-Wonder lediglich aus Perspektive der US-Pop-Hitparade mit Please Help Me, I’m Falling (1960); für die Country-Charts gilt das mit 13 Top-40-Nachfolgehits nicht. Nena mit 99 Luftballons bzw. 99 red balloons gilt in den USA, Großbritannien und Australien als One-Hit-Wonder, in Deutschland nicht.
Erstes One-Hit-Wonder nach der Jancik-Auswertung war Joan Webers Let Me Go Lover, das im Januar 1955 für vier Wochen an Rang eins stand und 500.000 Mal verkauft wurde. Weber hatte zwar noch weitere Singles veröffentlicht, aber keine davon konnte die Hitparade erreichen.

## Sampler
Die Auswertung von One-Hit-Wonders ist Gegenstand zahlreicher CD-Sampler im Rahmen der Zweitverwertung. „Ein Hit – und wieder weg vom Fenster“, so definiert salopp der Bayern-3-Moderator Ulli Wenger die musikalischen Eintagsfliegen, die nur einmal im Rampenlicht standen. Die in der Sendung des Radio-DJ präsentierten Songs sind auf mehreren Sampler-CDs veröffentlicht. Auch eine Vielzahl weiterer CD-Sampler sind zum Thema erschienen.

## Liste von One-Hit-Wondern im deutschsprachigen Raum
- 1961: Ben E. King – Stand by Me
- 1962: The Tornados – Telstar
- 1964: Millie Small – My Boy Lollipop
- 1966: Bob Kuban & The In-Men – The Cheater
- 1966: Los Bravos – Black Is Black
- 1967: Scott McKenzie – San Francisco
- 1967: Keith West – Excerpt From A Teenage Opera („Grocer Jack“)
- 1967: Roland W. – Monja
- 1968: The Crazy World of Arthur Brown – Fire
- 1969: Zager and Evans – In the Year 2525 (Exordium & Terminus)
- 1969: Ralph McTell – Streets of London
- 1970: Norman Greenbaum – Spirit in the Sky
- 1970: Lee Marvin – Wand’rin’ Star
- 1973: Sharif Dean – Do you love me?
- 1974: Blue Swede – Hooked on a Feeling
- 1974: Terry Jacks – Seasons in the Sun
- 1976: Rick Dees – Disco Duck
- 1977: Ram Jam – Black Betty
- 1977: Plastic Bertrand – Ça plane pour moi
- 1978: Alicia Bridges – I Love the Nightlife (Disco Round)
- 1979: Thom Pace – Maybe
- 1979: Patrick Hernandez – Born to be Alive
- 1979: The Buggles – Video Killed the Radio Star
- 1979: Lipps, Inc. – Funkytown
- 1979: Frank Mills – Music Box Dancer
- 1979: Sugarhill Gang – Rapper’s Delight
- 1980: Richard Sanderson – Reality
- 1980: Visage – Fade to Grey
- 1981: Max Werner – Rain in May
- 1981: Soft Cell – Tainted Love
- 1982: Adrian Gurvitz – Classic
- 1982: Kiz – Die Sennerin vom Königsee
- 1982: Taco – Puttin' on the Ritz
- 1983: Fiction Factory – (Feels Like) Heaven
- 1983: Ixi – Der Knutschfleck
- 1983: Irene Cara – Flashdance … What a Feeling
- 1984: Opus – Live Is Life
- 1984: Giorgio Moroder – Reach Out
- 1985: Video Kids – Woodpeckers from Space
- 1985: The Assembly – Never Never
- 1986: Trio Rio – New York – Rio – Tokyo
- 1986: Boys Don’t Cry – I Wanna Be a Cowboy
- 1986: Clowns & Helden – Ich liebe dich
- 1986: MC Miker G & Deejay Sven – Holiday Rap
- 1986: Bruce & Bongo – Geil
- 1986: Ecco – Hexen
- 1987: Danny Wilson – Mary's Prayer
- 1987: Desireless – Voyage, voyage
- 1987: Sabrina Salerno – Boys (Summertime Love)
- 1989: Kaoma – Lambada
- 1989: Werner Wichtig – Pump ab das Bier
- 1990: Alannah Myles – Black Velvet
- 1991: Kate Yanai – Bacardi Feeling (Summer Dreamin’)
- 1991: Ten Sharp – You
- 1991: Marc Cohn – Walking in Memphis
- 1992: Mathou – You Never Walk Alone
- 1992: Doctor Spin – Tetris
- 1992: Soul Asylum – Runaway Train
- 1993: 4 Non Blondes – What’s Up?
- 1993: Boy Krazy – That’s What Love Can Do
- 1993: Crash Test Dummies – Mmm Mmm Mmm Mmm
- 1995: XXL feat. Peter „Cool Man“ Steiner – It’s Cool Man
- 1995: The Connells – ’74–’75
- 1995: Fools Garden – Lemon Tree
- 1995: Everything but the Girl – Missing (Todd Terry Club Mix)
- 1995: Sin with Sebastian – Shut Up (And Sleep with Me)
- 1996: Babylon Zoo – Spaceman
- 1996: Los del Río – Macarena
- 1996: OMC – How Bizarre
- 1997: Bellini – Samba de Janeiro
- 1997: Coleske – Take Me Where the Sun Is Shining
- 1997: Eagle-Eye Cherry – Save Tonight
- 1997: Hanson – MMMBop
- 1997: White Town – Your Woman
- 1998: 4 the Cause – Stand by Me
- 1998: Des’ree – Life
- 1998: Jennifer Paige – Crush
- 1998: Emilia – Big Big World
- 1999: Ann Lee – 2 Times
- 1999: Stars on 54 – If You Could Read My Mind
- 1999: Liquido – Narcotic
- 1999: Lou Bega – Mambo No. 5
- 1999: Tal Bachman – She's So High
- 1999: Audrey Hannah – It's December (And I'll Be Missing You)
- 2000: The Underdog Project – Summer Jam
- 2000: Wheatus – Teenage Dirtbag
- 2000: Baha Men – Who Let the Dogs Out
- 2000: Christian Möllmann – Es ist geil ein Arschloch zu sein
- 2000: Debelah Morgan – Dance With Me
- 2000: OPM – Heaven is a Halfpipe
- 2000: Toploader – Dancing in the Moonlight
- 2000: Modjo – Lady (Hear Me Tonight)
- 2000: Spooks – Things I've Seen
- 2001: Niemann – Im Osten
- 2001: Sofaplanet – Liebficken
- 2001: Crazy Town – Butterfly
- 2001: Afroman – Because I Got High
- 2001: Phillie MC – Unkraut
- 2001: Titiyo – Come Along
- 2002: The Flames – Everytime
- 2002: Las Ketchup – The Ketchup Song
- 2003: Outlandish – Aïcha
- 2003: One-T feat. Cool-T – The Magic Key
- 2003: Eamon – Fuck It (I Don't Want You Back)
- 2003: O-Zone – Dragostea din tei
- 2003: Michael Andrews feat. Gary Jules – Mad World
- 2003: Frank Popp Ensemble – Hip Teens Don’t Wear Blue Jeans
- 2006: Texas Lightning – No No Never
- 2006: Gnarls Barkley – Crazy
- 2006: Peter Bjorn and John – Young Folks
- 2006: Scissor Sisters – I Don’t Feel Like Dancin’
- 2008: Alemuel – Kleiner Hai
- 2008: Marit Larsen – If a Song Could Get Me You
- 2008: Razorlight – Wire To Wire
- 2010: Uwu Lena – Schland o Schland
- 2010: Duck Sauce – Barbra Streisand
- 2010: Brooke Fraser – Something in the Water
- 2011: Gotye feat. Kimbra – Somebody That I Used to Know
- 2012: Caligola – Forgive Forget
- 2012: Asaf Avidan & The Mojos – One Day/Reckoning Song (Wankelmut Remix)
- 2013: Capital Cities – Safe and Sound
- 2013: Naughty Boy feat. Sam Smith – La La La
- 2014: Elaiza – Is It Right
- 2014: Kwabs – Walk
- 2015: Imany – Don't Be So Shy (Filatov & Karas Remix)
- 2019: The Prince Karma – Later Bitches
- 2019: C Arma – Yapma
- 2019: Tones and I – Dance Monkey
- 2020: DJ Herzbeat – Weekend
- 2020: 24kGoldn feat. Iann Dior – Mood
- 2021: Nathan Evans – Wellerman